# Yucaipa
Yucaipa är en stad (city) i San Bernardino County, i delstaten Kalifornien, USA. Enligt United States Census Bureau har staden en folkmängd på 52 139 invånare (2011) och en landarea på 72,2 km².